# Grebeshoki
Grebeshoki (en georgiano: გრებეშოკი; en armenio: Գրեբեշոկ) o Anijansta (en abjasio: Аныхаԥсҭа) es una aldea que pertenece a la parcialmente reconocida República de Abjasia, parte del distrito de Gagra, aunque de iure pertenece al municipio de Gagra de la República Autónoma de Abjasia de Georgia.

## Geografía
Grebeshoki se encuentra en la ladera sur de los montes de Gagra, a 6 km de Gagra. Las aldea se administra desde el pueblo de Jolodnaya Rechka.

## Historia
Los armenios de Grebeshoki llegaron de Samsun y Ordu en 1904.
Durante la época soviética, funcionó un sanatorio en la aldea. Los niños asistían a la escuela armenia de ocho años en la aldea de Oréjovo. 

## Demografía
La evolución demográfica de Grebeshoki entre 1959 y 1989 fue la siguiente:
| 371                                                 | 254 |
| (Fuente: Population of Abkhazia since Soviet times) |     |

Según el censo de 1959, la mayoría de la población local eran armenios y rusos.

## Economía
Los habitantes se dedican al cultivo de tabaco, maíz, cítricos y a la jardinería.